# Norra Lötsjön
Norra Lötsjön är en sjö i Malung-Sälens kommun i Dalarna och ingår i Göta älvs huvudavrinningsområde. Sjön är 14 meter djup, har en yta på 1,69 kvadratkilometer och befinner sig 417 meter över havet. Sjön avvattnas av vattendraget Lutua (Lötån). Vid provfiske har abborre, gädda, mört och sik fångats i sjön.

## Delavrinningsområde
Norra Lötsjön ingår i det delavrinningsområde (677302-133796) som SMHI kallar för Utloppet av Norra Lötsjön. Medelhöjden är 487 meter över havet och ytan är 33,93 kvadratkilometer. Räknas de 2 avrinningsområdena uppströms in blir den ackumulerade arean 65,48 kvadratkilometer. Lutua (Lötån) som avvattnar avrinningsområdet har biflödesordning 2, vilket innebär att vattnet flödar genom totalt 2 vattendrag innan det når havet efter 516 kilometer. Avrinningsområdet består mestadels av skog (63 procent) och sankmarker (25 procent). Avrinningsområdet har 1,69 kvadratkilometer vattenytor vilket ger det en sjöprocent på 5 procent.